# یواس‌اس ماهوگانی (ای‌ان-۲۳)
یواس‌اس ماهوگانی (ای‌ان-۲۳) (به انگلیسی: USS Mahogany (AN-23)) یک کشتی است که طول آن 163' 2" می‌باشد. این کشتی در سال ۱۹۴۱ ساخته شد.